# Cucina (attività)
La cucina (dal latino coquere, "cuocere") è l'arte, la scienza e il mestiere di modificare gli alimenti per renderli più appetibili, digeribili, nutrienti o sicuri. È un'arte sinestetica, il cui messaggio passa attraverso sapori, profumi, sensazioni tattili (consistenze, temperature), sensazioni visive e, in una certa misura, anche suoni.

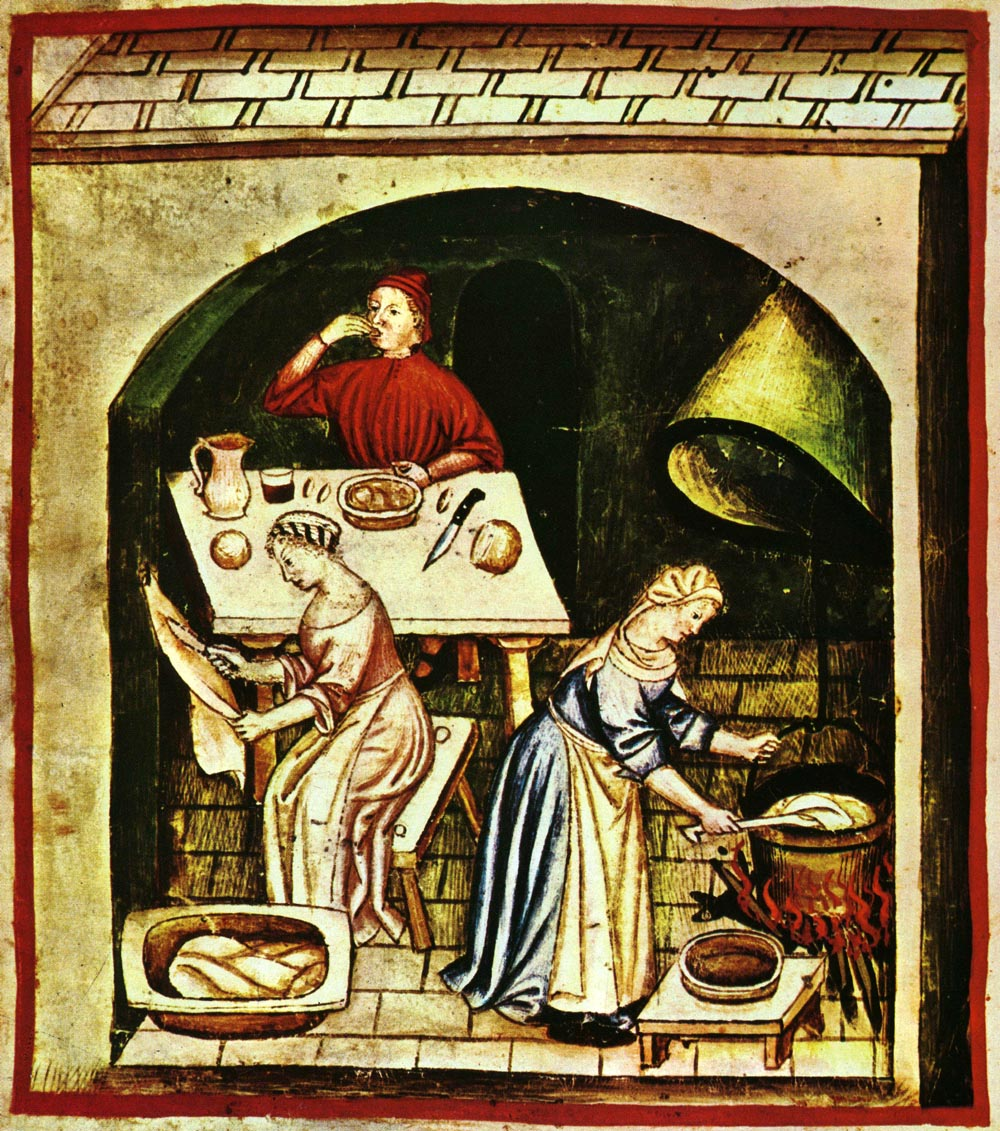
Cucinare, Tacuinum sanitatis casanatensis (XIV secolo)

## Storia
La storia della cucina riguarda l'insieme di pratiche e tradizioni legate alla produzione di materie prime, alla loro conservazione ed alla preparazione di cibi e bevande destinate all'alimentazione umana, ad esempio utilizzando il metodo della cottura.
Ogni singola regione geografica solitamente si differenzia anche da quelle immediatamente vicine in quanto influenzata dalle materie prime disponibili e dalle tradizioni specifiche, sino ad arrivare a particolari precetti religiosi. Anche l'uso degli accessori per consumare il cibo influisce sulla cucina, come avviene con l'uso delle bacchette, delle posate o con la consuetudine di utilizzare direttamente le mani.

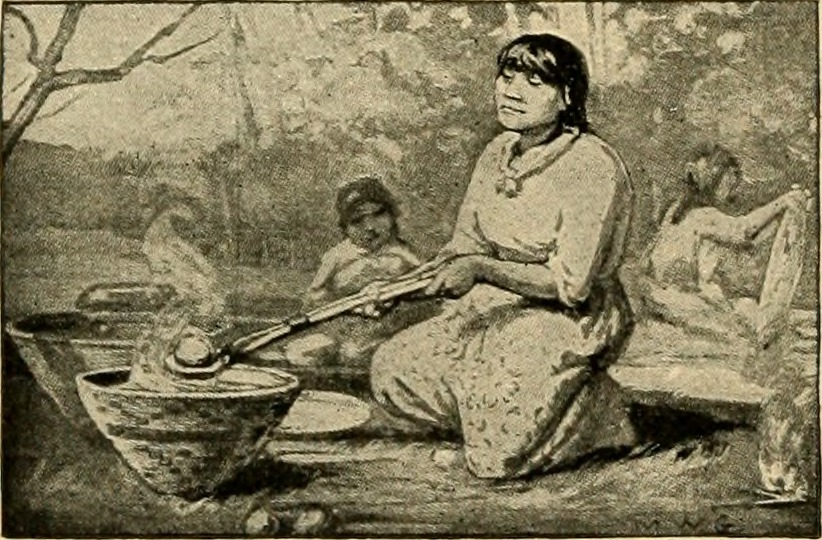
Preparazione del cibo mediante un particolare metodo di cottura.

Lo sviluppo delle tecniche di produzione e di conservazione degli alimenti, di immagazzinamento e trasporto, unito all'aumento degli scambi interculturali (favoriti dal turismo e dai flussi migratori), ha portato alla diffusione di cucine etniche accanto alla cucina tradizionale, alla modifica di abitudini secolari portate a conoscere prodotti industriali. A partire dalla fine del XX secolo la riscoperta della tradizione, la moda e la spinta ai consumi in alcuni Paesi ha prodotto una continua ricerca anche di nuove preparazioni e sperimentazioni da parte di numerosi chef. 
La cucina ha una forte valenza culturale e con l'enologia, ed in generale la gastronomia, è un aspetto che caratterizza lo stile di vita delle varie popolazioni.
L'umanità alle sue origini sperimentò la cottura esponendo la carne e altri alimenti al calore del fuoco scoprendo la cottura come metodo di preparazione dei cibi, e da allora questo cammino non si è mai interrotto.

## Cucina italiana

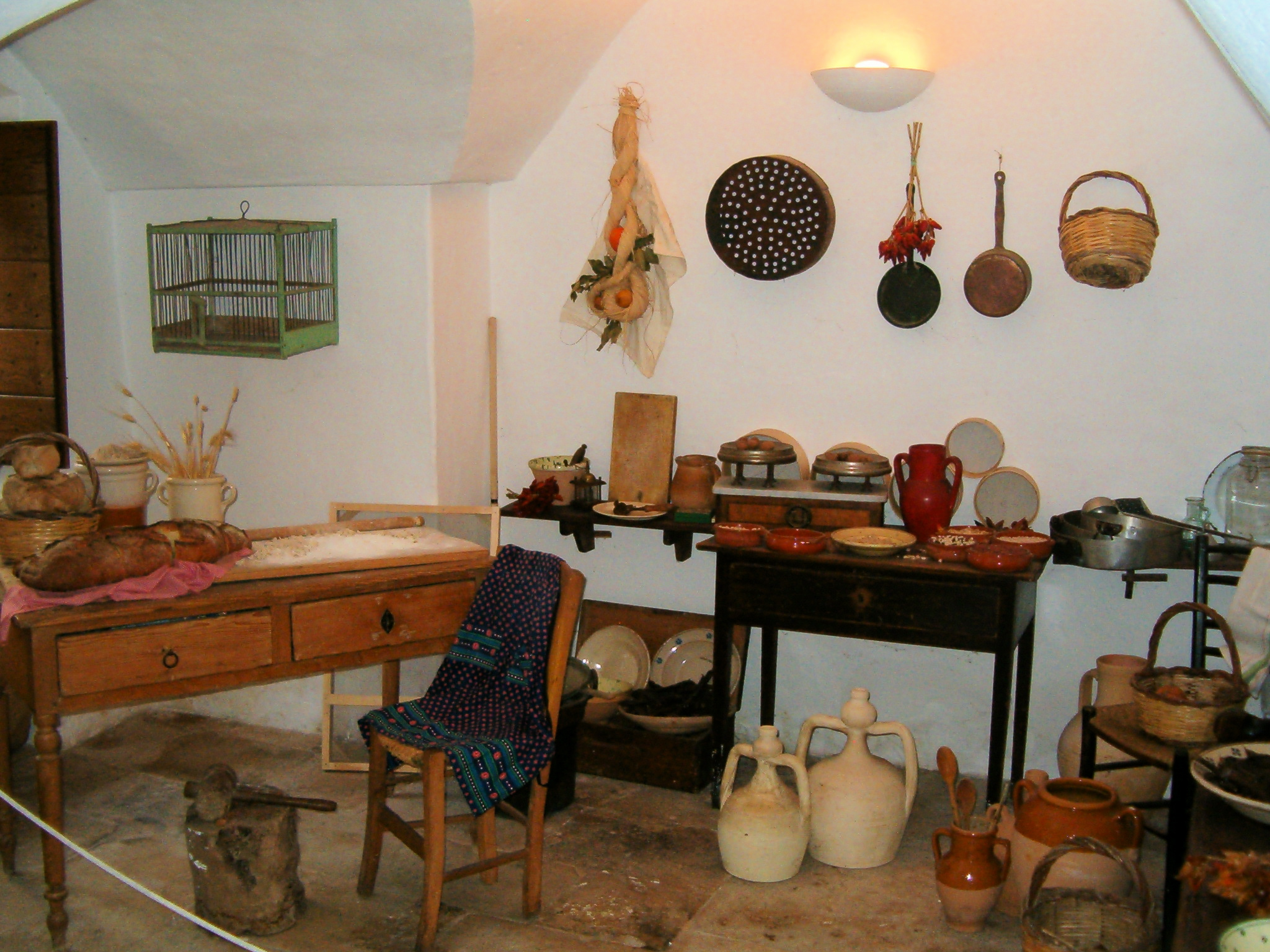
Cucina con prodotti della tradizione pugliese

La cucina italiana tradizionale, ancor più di quella di altri paesi mediterranei, è molto ricca e variegata. Tale situazione è dovuta anche ai diversi contributi delle culture e dei popoli che sono arrivati sul territorio italiano: greci, etruschi, romani, arabi, normanni, austriaci, spagnoli, francesi e così via.
Questi contributi culturali, uniti alla grande varietà climatica, ambientale e geopolitica del Paese, hanno portato ad una situazione quasi unica al mondo, in tal modo la cucina italiana viene apprezzata (ed imitata) nel mondo per la sua varietà e la sua qualità (legata alle materie prime ed alla loro preparazione). La varietà è resa evidente dal numero delle cucine regionali e dalle loro molteplici specialità.
Diversi tratti distintivi della cucina italiana comprendono molti elementi considerati tipici della dieta mediterranea.
A partire dai primi anni novanta si è risvegliato nel pubblico un notevole interesse per la gastronomia e l'enologia, e numerose associazioni si occupano della riscoperta e della salvaguardia delle tradizioni regionali italiane (ad esempio Slow Food e l'Accademia italiana della cucina).

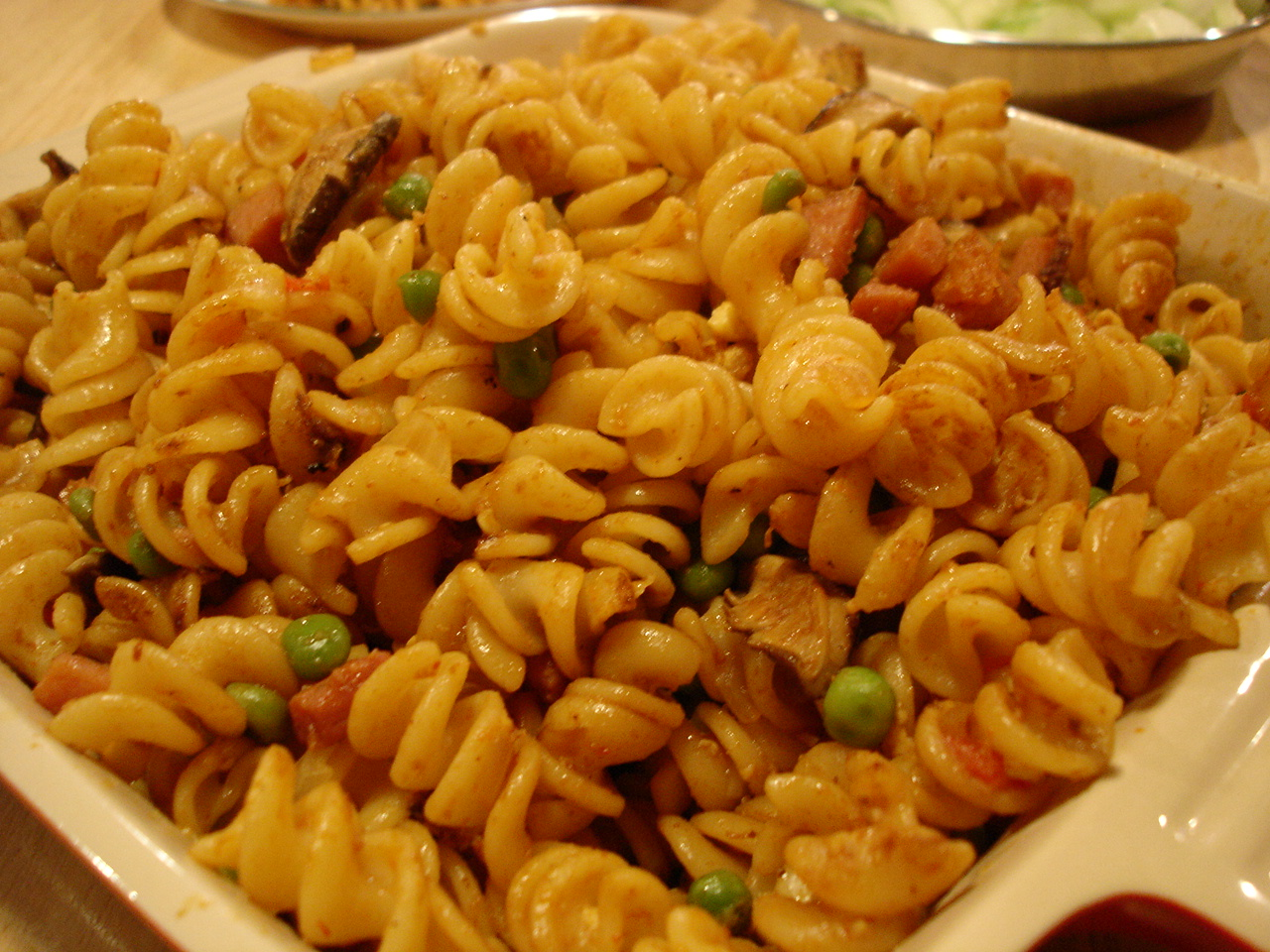
Fusilli: un tipo di pasta molto comune

### Le cucine regionali d'Italia
- Cucina abruzzese
- Cucina altoatesina
- Cucina calabrese
- Cucina campana
  - Cucina napoletana
- Cucina emiliana
  - Cucina bolognese
  - Cucina modenese
  - Cucina reggiana
  - Cucina parmigiana
  - Cucina piacentina
- Cucina romagnola
  - Cucina cesenate
- Cucina friulana
- Cucina laziale
  - Cucina romana
- Cucina ligure
- Cucina lombarda
  - Cucina bresciana
  - Cucina comasca
  - Cucina lodigiana
  - Cucina milanese
  - Cucina mantovana
    - Cucina dell'Alto Mantovano
      - Cucina di Castel Goffredo
- Cucina lucana
- Cucina marchigiana
- Cucina molisana
- Cucina piemontese
- Cucina pugliese
  - Cucina barese
  - Cucina cerignolana
  - Cucina salentina
- Cucina sarda
- Cucina siciliana
- Cucina toscana
  - Cucina fiorentina
- Cucina trentina
- Cucina umbra
- Cucina valdostana
- Cucina veneta
  - Cucina veneziana

## Cucina di altre nazioni

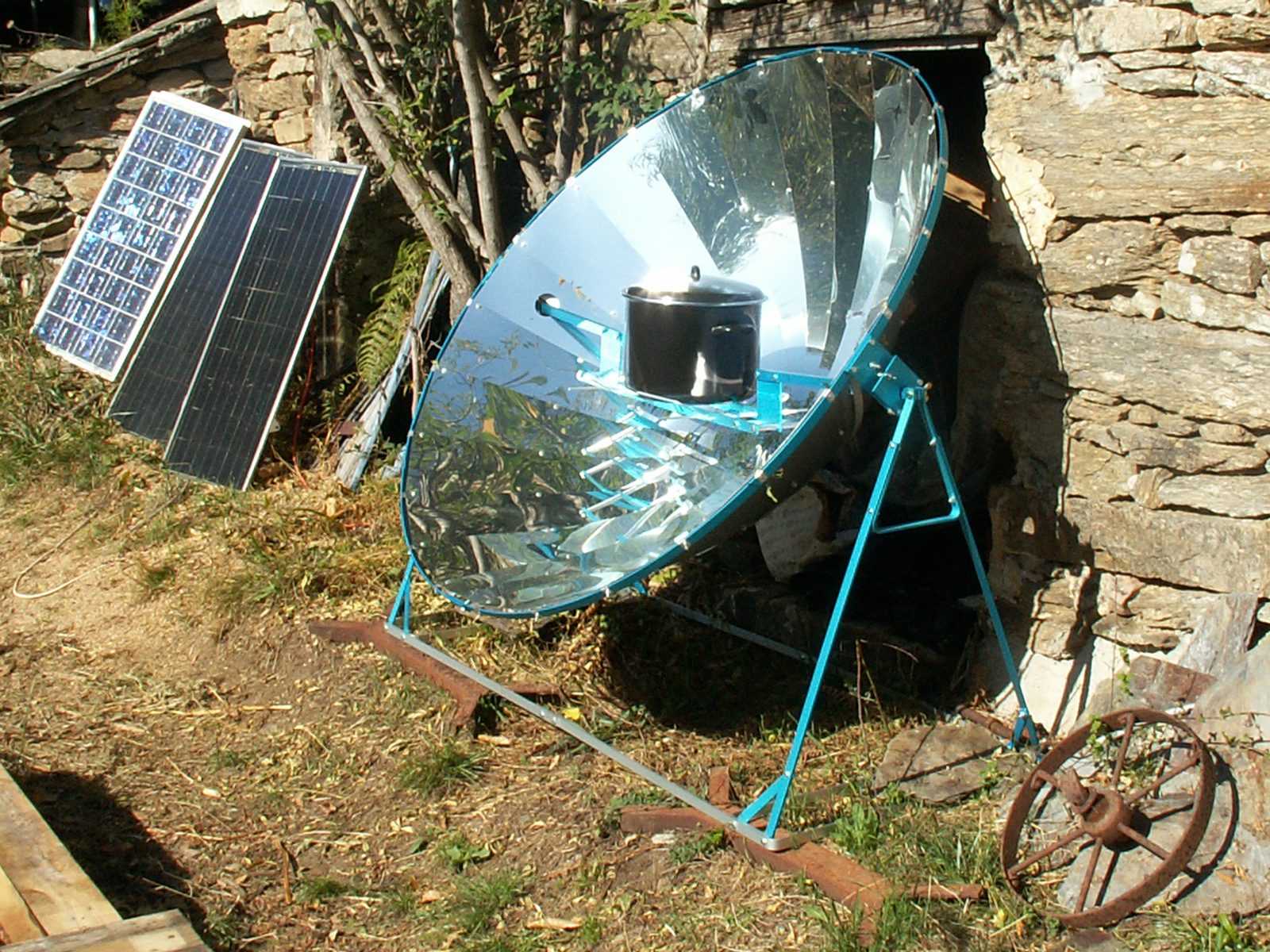
Cucinare con il sole.

### Nord America
- Cucina canadese
- Cucina messicana
- Cucina statunitense

### Caraibi
- Cucina caraibica
- Cucina cubana
- Cucina giamaicana
- Cucina haitiana

### Sud America

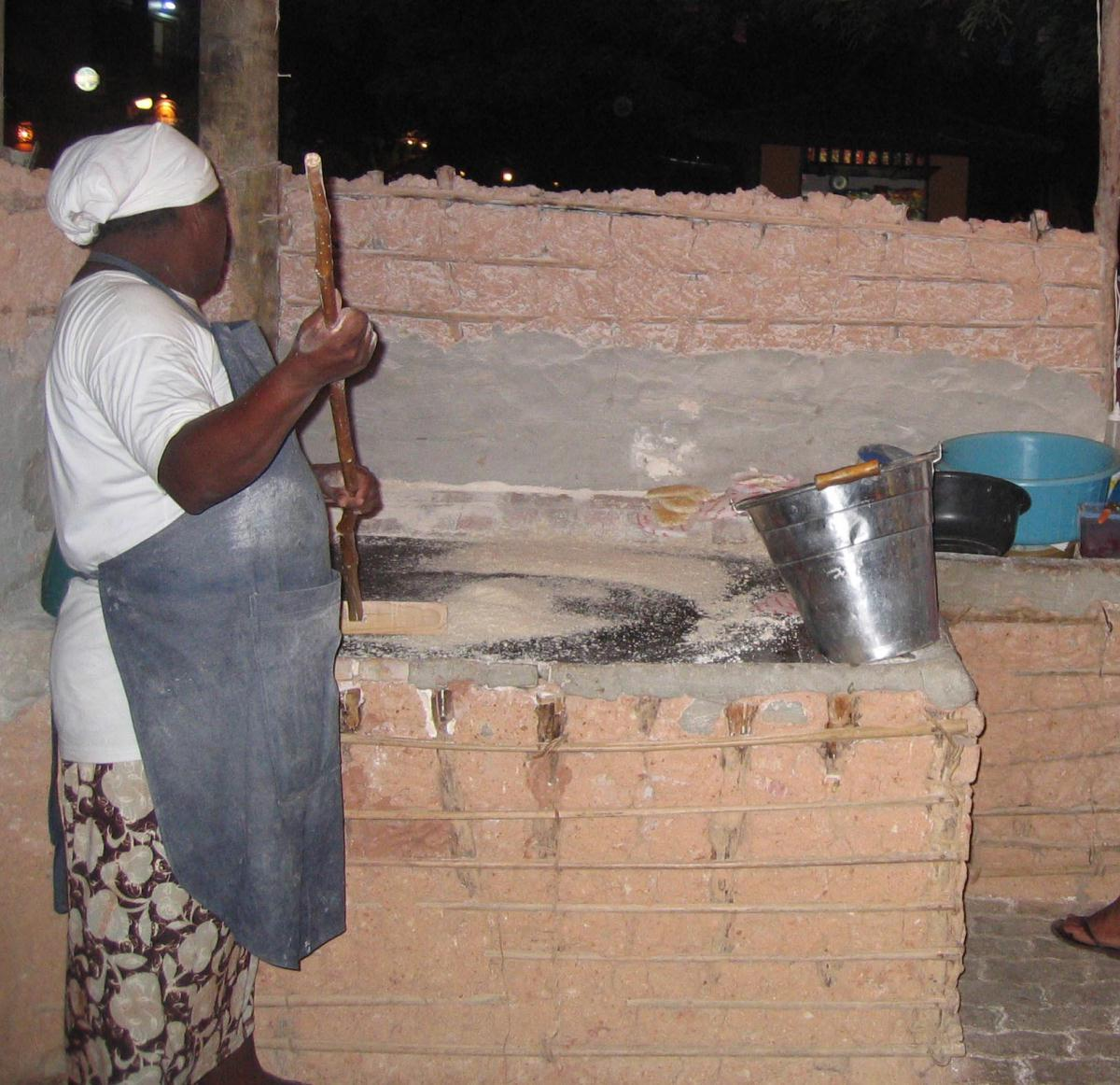
Preparazione della manioca in Brasile

- Cucina andina
- Cucina argentina
- Cucina brasiliana
- Cucina peruviana

### Europa
- Cucina albanese
- Cucina austriaca
- Cucina britannica
- Cucina ceca
- Cucina danese
- Cucina estone
- Cucina finlandese
- Cucina francese
- Cucina greca
- Cucina italiana
- Cucina maltese
- Cucina polacca
- Cucina rumena
- Cucina russa
- Cucina sammarinese
- Cucina spagnola
- Cucina svedese
- Cucina svizzera
- Cucina tedesca
- Cucina ucraina
- Cucina ungherese

### Africa
- Cucina angolana
- Cucina araba
  - Cucina egiziana
  - Cucina marocchina
  - Cucina tunisina
- Cucina senegalese
- Cucina zanzibari

### Medio Oriente
- Cucina araba
  - Cucina libanese
  - Cucina palestinese
- Cucina armena
- Cucina emiratina
- Cucina iraniana
- Cucina israeliana
- Cucina turca

### Cucina asiatica

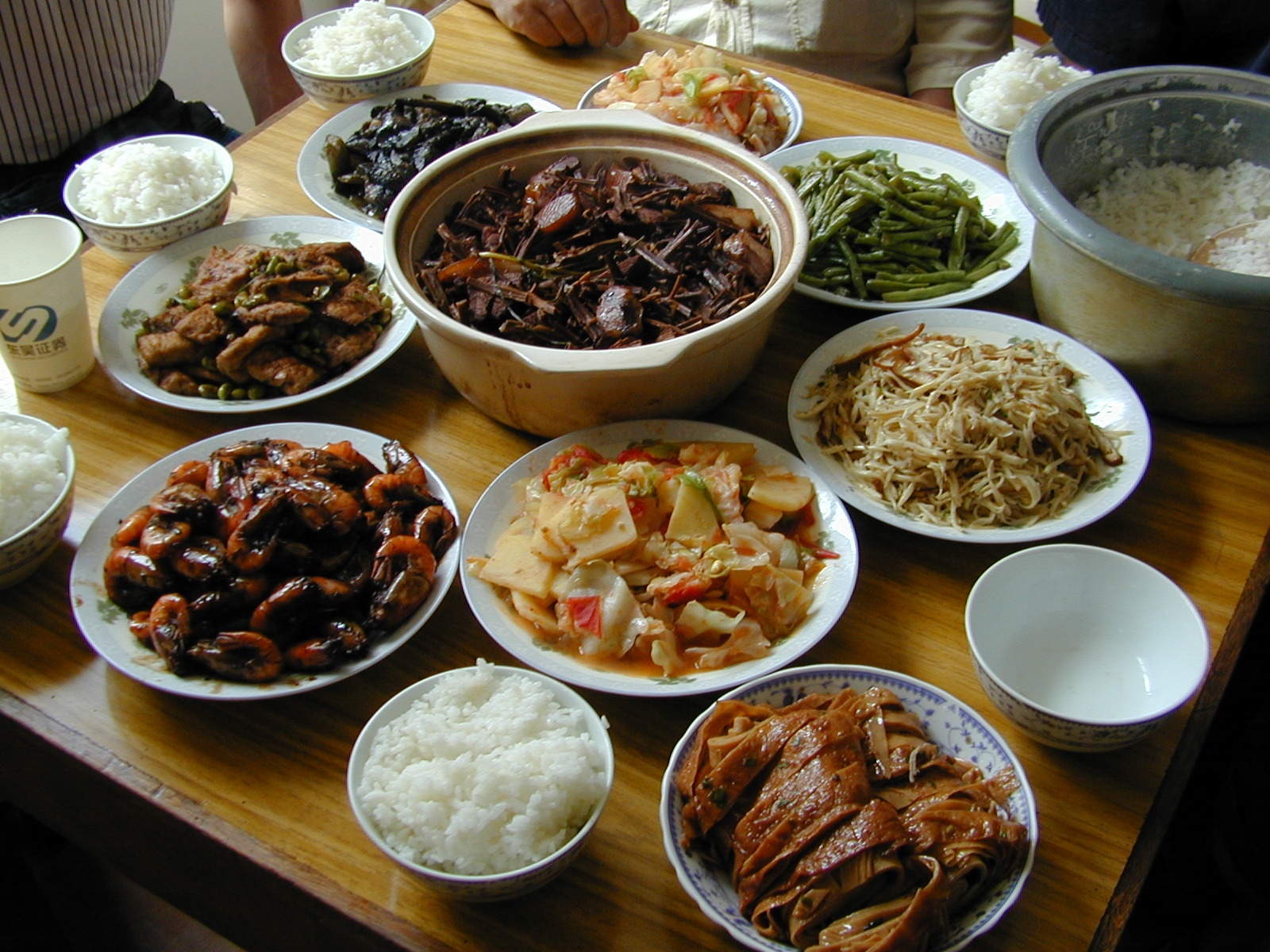
Piatti della cucina cinese

- Cucina cambogiana
- Cucina cinese
- Cucina coreana
- Cucina filippina
- Cucina giapponese
- Cucina indiana
- Cucina indonesiana
- Cucina malaysiana
  - Cucina nonya
- Cucina pakistana
- Cucina thailandese
- Cucina vietnamita

### Altri tipi di cucina
- Cucina afrodisiaca
- Cucina fusion
- Cucina macrobiotica
- Cucina vegana
- Cucina vegetariana
- Fast food